# Next One
『Next One』（ネクスト・ワン）は、日本のロックユニット・GLIM SPANKYの2作目のオリジナルアルバム。ユニバーサルミュージックより発売。

## 概要
漫画『ONE PIECE』の原作者である尾田栄一郎の指名により、映画『ONE PIECE FILM GOLD』の主題歌にGLIM SPANKYが起用される。映画の主題歌として『怒りをくれよ』を書き下ろし、音楽番組にも多数出演。ギターの亀本寛貴によると、当初は違う曲を考えていたが、「もっとロックしていてダーティーな曲にしてほしい」というスタッフ側の意向により作られたという。
アルバム発売に伴い初の全国ツアー『Next One TOUR 2016』を敢行。初のワンマンツアーで全公演ソールドアウトとなる。新木場STUDIO COASTでの最終公演の模様が、ニコニコ生放送で配信された。

## 収録曲
1. NEXT ONE
ブラインドサッカー日本代表公式ソング
作詞：松尾レミ
作曲：GLIM SPANKY
2. 怒りをくれよ
東映系アニメ映画『ONE PIECE FILM GOLD』主題歌。
作詞：松尾レミ/いしわたり淳治
作曲：GLIM SPANKY
3. 闇に目を凝らせば
映画『少女』主題歌。
作詞：松尾レミ
作曲：松尾レミ
4. grand port
作詞：松尾レミ
作曲：松尾レミ
5. 時代のヒーロー
ドラマ『宇宙の仕事』主題歌。
作詞：松尾レミ
作曲：松尾レミ
6. 話をしよう
アニメ『境界のRINNE』 EDテーマ。
作詞：松尾レミ
作曲：松尾レミ
7. NIGHT LAN DOT
作詞：松尾レミ
作曲：松尾レミ
8. いざメキシコへ
作詞：松尾レミ
作曲：GLIM SPANKY
9. 風に唄えば
作詞：松尾レミ
作曲：松尾レミ
10. ワイルド・サイドを行け
作詞：松尾レミ/いしわたり淳治
作曲：GLIM SPANKY

### 初回限定盤DVD
“ワイルド・サイドを行け"ツアーの最終公演（2016.4.16恵比寿LIQUID ROOM）の映像を収録。
1. ワイルド・サイドを行け
2. 褒めろよ
3. リアル鬼ごっこ
4. ダミーロックとブルース
5. 夜明けのフォーク
6. BOYS & GIRLS
7. 時代のヒーロー
8. NEXT ONE
9. 太陽を目指せ
10. 大人になったら
11. 話をしよう